# یواس‌اس داکوتای جنوبی (اس‌اس‌ان-۷۹۰)
یواس‌اس داکوتای جنوبی (اس‌اس‌ان-۷۹۰) (به انگلیسی: USS South Dakota (SSN-790)) یک زیردریایی است که طول آن ۱۱۴٫۹ متر (۳۷۷ فوت) می‌باشد.